# Мишкин-Ёль (река)
Мишкин-Ёль — река в России, течёт по территории Троицко-Печорского района Республики Коми. Устье реки находится в 10 км по левому берегу Большой Ляги. Длина реки составляет 10 км.

## Данные водного реестра
По данным государственного водного реестра России относится к Двинско-Печорскому бассейновому округу, водохозяйственный участок реки — Печора от истока до водомерного поста у посёлка Шердино, речной подбассейн реки — Бассейны притоков Печоры до впадения Усы. Речной бассейн реки — Печора.
Код объекта в государственном водном реестре — 03050100112103000059751.